# Незелофов синдром
Незелофов синдром је веома редак поремећај који се карактерише имунодефицијенцијом, односно поремећајем функције Т-лимфоцита и делимично оштећеном функцијом Б-лимфоцита. Обично се испољава крајем прве године живота у виду честих и понављаних инфекција изазваних вирусима и гљивицама Pneumocystis carini и Candida.
Незелофов синдром је наследни поремећај, а код болесника се углавном јавља мали тимус. Такође се јавља лимфопенија (смањен број лимфоцита у крви) и немогућност стварања појединих специфичних антитела.

## Дијагноза
Дијагноза се поставља на основу клиничке слике, имунолошких испитивања, мерења нивоа паратиреоидног хормона и калцијума у крви, генетских испитивања итд.

## Лечење
Постоје покушаји да се имунодефицијенција санира трансплантацијом коштане сржи или раном трансплантацијом грудне жлезде. Остали видови терапије се своде на лечење симптома.